# Szellemkutya
A Szellemkutya (eredeti cím: Ghost Dog: The Way of the Samurai) 1999-ben bemutatott, krimi elemekre épülő filmdráma. Jim Jarmusch rendezte, írta és produceri munkákat is vállalt. A film egy magányos néger bérgyilkos, becenevén Szellemkutya életéről szól, aki csakis a mesterére hallgat, és igyekszik szamurájkódexet követi. Szellemkutyát Forest Whitaker alakítja, a mesterét John Tormey; az őket alkalmazó maffia család főnökét Cliff Gorman játssza. A film a Plywood megbízásából készült, a magyar szinkront a Active Kommunikációs Kft. készítette 2000-ben.

## Történet
|  | Alább a cselekmény részletei következnek! |

A fekete bőrű Szellemkutya New York utcáin nevelkedett. Egy utcai verekedés során egy olasz gengszter, Louie, megmenti az életét. Ettől kezdve Szellemkutya az adósa lesz, munkát vállal a bűnözőnél és a legnehezebb feladatok végrehajtásával törleszt. A bushido megszállottjaként sosem válik meg a szamurájok szent könyvétől a Hagakure-tól. Egy tetőtéri lakásban él és galambokat tenyészt, amelyek az ázsiai kultúrában a lélek mellett a halált és a szerencsétlenséget is szimbolizálják. Szellemkutya a madarak segítségével kommunikál munkaadójával. Munkája legtöbbször a nemkívánatos személyek likvidálásából áll. Érzelmek nélkül, ridegen gyilkol nem hagyva maga után semmilyen nyomot. Egy alkalommal életben hagyja a gyilkosság szemtanúját, egy lányt. Ezért a hibáért Louie és társai halálra ítélik Szellemkutyát. Élethalálharc kezdődik a maffia és a magányos gyilkos között.
|  | Itt a vége a cselekmény részletezésének! |

## Szereplők
| Szereplő            | Színész           | Magyar hang        |
| ------------------- | ----------------- | ------------------ |
| Szellemkutya        | Forest Whitaker   | Gesztesi Károly    |
| Louie, a mester     | John Tormey       | Gruber Hugó        |
| Sonny Valerio       | Cliff Gorman      | Szersén Gyula      |
| Louise Vargo        | Tricia Vessey     | Csampisz Ildikó    |
| Ray Vargo           | Henry Silva       | Áron László        |
| Idős consigliere    | Gene Ruffini      | Sallai Tibor       |
| Ray Vargo           | Henry Silva       | Áron László        |
| Raymond             | Isaach de Bankole | eredeti hang       |
| Valerio testőre     | Frank Adonis      | Albert Péter       |
| Vinny               | Victor Argo       | Cs. Németh Lajos   |
| Fiatal Szellemkutya | Damon Whitaker    | Gesztesi Károly    |
| Fiú az ablakban     | Kenny Guay        | Szvetlov Balázs    |
| Johnny Morini       | Vince Viverito    | Beratin Gábor      |
| Sammy, a Kígyó      | Vinny Vella       | Garai Róbert       |
| Joe Rags            | Joseph Rigano     | Kardos Gábor       |
| Pearline            | Camille Winbush   | Bogdányi Titanilla |

## Díjak és jelölések
- Cannes-i fesztivál (1999)
  - jelölés: Arany Pálma (Jim Jarmusch)
- César-díj (2000)
  - jelölés: Legjobb külföldi filmnek (Jim Jarmusch)